# Beleg van het Alcázar van Toledo
Het Beleg van het Alcázar van Toledo was een belangrijke militaire confrontatie aan het begin van de Spaanse Burgeroorlog tussen medestanders en tegenstanders van Francisco Franco.
Van 21 juli tot 27 september 1936 werd het Alcázar (een soort kasteel) van de Spaanse stad Toledo belegerd en zwaar gebombardeerd door strijdkrachten die trouw waren gebleven aan de linkse regering.
Het Alcázar werd onder leiding van kolonel José Moscardó Ituarte verdedigd door 1.028 militairen en 110 burgers die de kant van Franco hadden gekozen.
De belegeraars meldden op 25 juli per telefoon aan Moscardó, dat ze zijn zoon Luis gevangen hadden en dat ze hem zouden terechtstellen als het Alcazar niet binnen de tien minuten zou overgeven. Moscardó vroeg zijn zoon Luis aan de telefoon te spreken en zei hem: "Draag je ziel op aan God en roep luid 'Leve Christus Koning!' en 'Leve Spanje!'", "Dat", antwoordde Luís zijn vader, "is iets dat ik kan volbrengen!" Na de weigering van Moscardó, werd Luís weliswaar niet direct, maar een maand later door de Republikeinen vermoord.
Na een uitputtingsslag van twee maanden werd het Alcázar op 27 september ontzet door Franco, die enkele dagen later door zijn medestanders tot leider zou worden uitgeroepen. Het fort ligt op een centraal punt in de stad en werd in de derde eeuw door de Romeinen gebouwd. Het werd zowel door Alfonso VI en Alfonso X gerestaureerd. Ook Franco liet het opknappen, nadat hij het eerder had vernield. Tegenwoordig is het Museo del Ejército (legermuseum) er in gehuisvest. 